# Agrostis kunmingensis
Agrostis kunmingensis é uma espécie de gramínea do gênero Agrostis, pertencente à família Poaceae.